# Quidditch

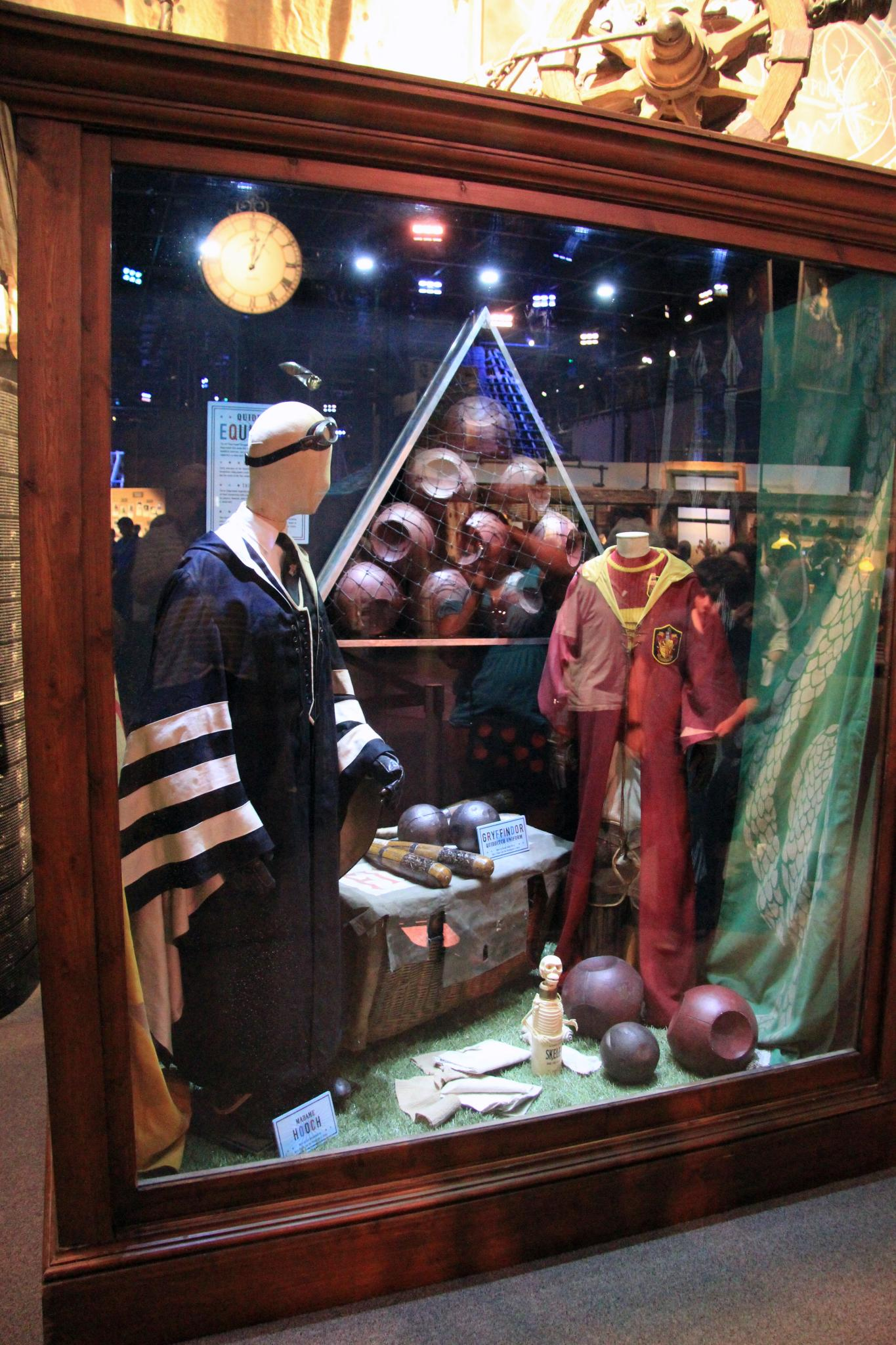

Quidditch là một môn thể thao hư cấu xuất hiện trong loạt phim nổi tiếng Harry Potter được trích từ bộ tiểu thuyết giả tưởng cùng tên của nữ nhà văn J. K. Rowling. Nó được xem là một trò chơi cực kì khó khăn,  nhưng lại rất được ưa chuộng, một trò chơi mang tính đồng đội cao và được chơi trên khắp thế giới phù thủy. Trong một trận đấu, mỗi đội sẽ có bảy người cưỡi chổi bay thi đấu, sử dụng bốn quả bóng, trên sân có tất cả sáu mục tiêu ghi điểm hình vòng tròn. Trong thế giới phép thuật, Quidditch được xem như bóng đá - một môn thể thao phổ biến trên toàn cầu. Quidditch còn có một biến thể khác đó là Muggle Quidditch, đây là môn thể thao dành cho những người bình thường ngoài đời thật nhưng có đam mê với trò chơi này.

## Sân vận động

Sân vận động Quiddich Thế giới, xuất hiện trong Harry Potter và Chiếc cốc lửa.

Nơi thi đấu Quidditch thường là một sân vận động có hình bầu dục với chiều dài là 500 feet (150 m) và chiều rộng là 80 feet (24 m) có lát cỏ ở dưới mặt sân. Giữa sân có một hình tròn với đường kính 2 feet (0.61 m) và phía cuối phần sân thi đấu của mỗi đội có ba mục tiêu vòng tròn để ghi điểm (khá tương tự khung thành trong môn bóng đá) gồm: một vòng cao 30 ft (9.1 m), một vòng nữa cao 40 ft (12 m và vòng lớn nhất cao 50 ft (15 m). Ngoài ra còn có những dải viền trắng dài chạy dọc sân, mỗi dải dài 180 ft (55 m).

## Luật chơi

### Cầu thủ
Mỗi trận đấu có hai đội chơi trên một sân bóng hình bầu dục rộng lớn, mỗi đầu sân có 3 cột gôn cao, nơi đón nhận những quả bóng ghi điểm. Các cầu thủ có thể bay lên cao tùy ý, nhưng không được bay quá ranh giới của sân. Mỗi đội chơi Quiddich có 7 cầu thủ gồm: 3 Truy thủ, 2 Tấn thủ, 1 Thủ Quân và 1 Tầm thủ. Trong đó các Tấn thủ phải bảo vệ cả đội khỏi 2 quả bóng Bludger, các Truy thủ có nhiệm vụ ném quả Quaffle vào cột gôn đối thủ, Thủ Quân làm nhiệm vụ giữ gôn (khá giống vị trí thủ môn trong bóng đá), nhưng cũng có thể lên đến giữa sân nếu cảm thấy cần thiết. Còn Tầm thủ thì phải đi tìm quả bóng nhỏ Snitch, khi Tầm thủ bắt được quả bóng Snitch thì trận đấu sẽ kết thúc.

### Các quả bóng
- Quaffle: màu đỏ tươi, không hề có vết khâu nào, đường kính khoảng 25 cm. Đây là trái bóng ghi điểm. Mỗi quả vào gôn được 10 điểm. Các Truy thủ thường ôm nó khi bay, chuyền nhau bằng cách ném.
- Bludger: 2 trái Bludger màu đen, được nhận xét là "rất quái đản" luôn cố gắng đập vào các vận động viên làm họ bị thương, rơi ra khỏi chổi. Các tấn thủ sẽ chịu trách nhiệm đảm bảo an toàn cho cả đội và đồng thời đánh quả bóng này vào đối phương bằng một chiếc gậy. Bóng Bludger có đường kính khoảng 20 cm, làm bằng kim loại.
- Snitch: Màu vàng, rất bé, có cánh, cỡ bằng trái óc chó nhưng lại là quả bóng quan trọng nhất. Snitch được lấy tên từ Snidget - sinh vật bị tuyệt chủng bởi Quidditch. Cuộc đấu Quidditch sẽ chỉ kết thúc nếu một trong 2 đội bắt được quả bóng này (luật chơi này được áp dụng cho những trạn đấu quan trọng hay mang tính quyết định), và phần lớn lợi thế sẽ thuộc về đội đó, bởi khi bắt được trái bóng thì đội bóng đã bắt được trái Snitch sẽ được 150 điểm và khi đó thì đội bắt được Snitch sẽ giành chiến thắng. Tuy vậy nhưng quả bóng này rất khó bắt vì nó rất nhanh và bé. Trận đấu sẽ vẫn duy trì nếu chưa bên nào bắt được Snitch (Nếu trái bóng Snitch mà bay ra khỏi trường đấu thì nó sẽ chẳng còn giá trị gì nữa.). Vì vậy 1 trận đấu Quidditch có thể kéo dài vô tận.

## Quidditch ở Hogwarts

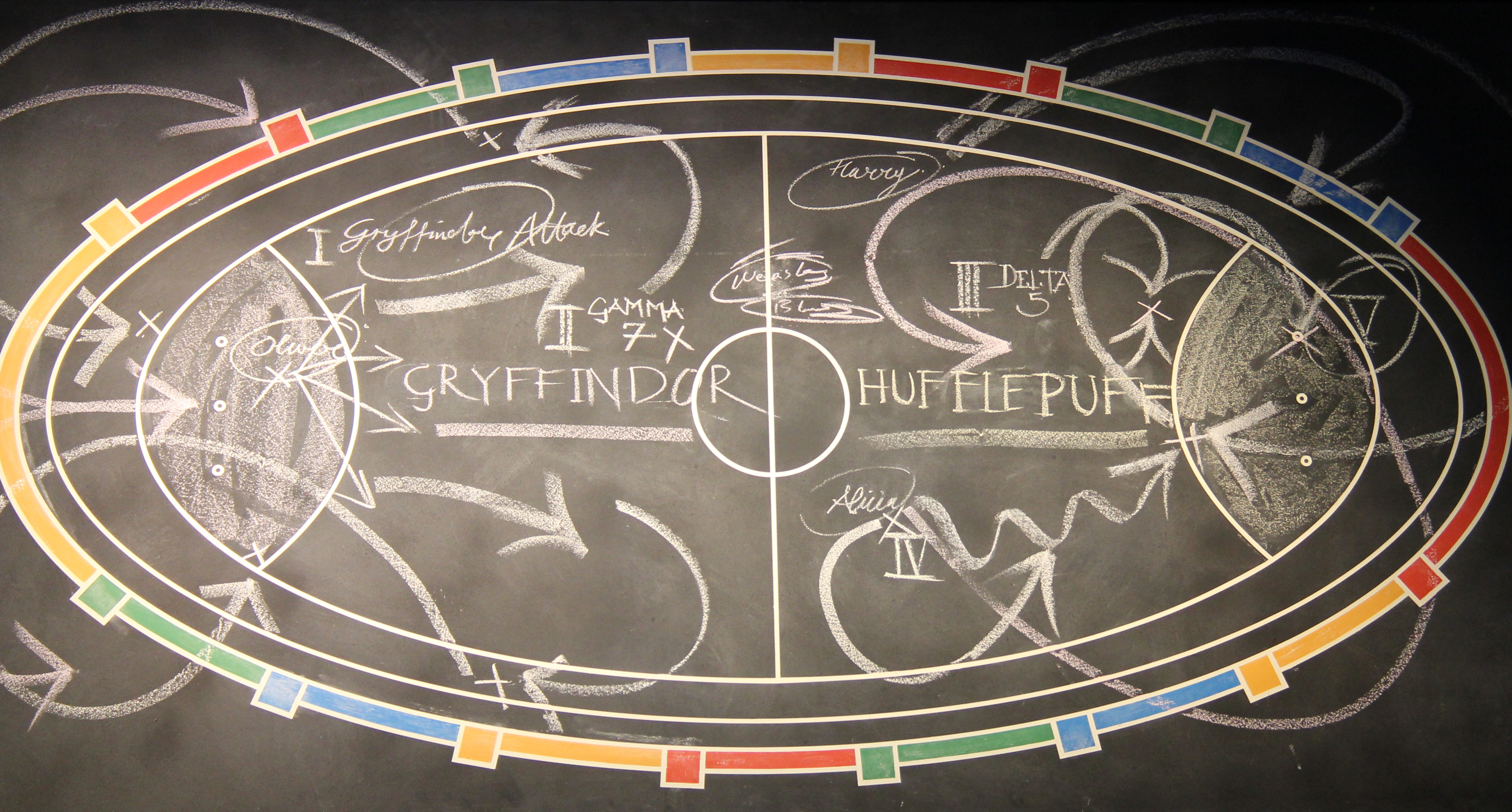
Chiến thuật Quidditch trong một trận đấu giữa Gryffindor và Hufflepuff ở Hogwarts

Ở Hogwarts có 4 đội Quidditch của 4 nhà là đội: Gryffindor,  Hufflepuff,  Ravenclaw và Slytherin. Mỗi đội có một trang phục đặc trưng: đội Gryffindor mặc áo màu đỏ tía (đỏ tươi) (truyện), đỏ và vàng (phim); Hufflepuff mặc áo màu vàng; Ravenclaw mặc áo màu xanh dương và Slytherin màu xanh lá cây. Mỗi đội có một lối chơi đặc trưng, ví dụ: đội Gryffindor có  một lối chơi quy củ và kỹ thuật thì đội Slytherin lại có vẻ nghiêng về thể lực. Vì thế, các thành viên trong đội Slytherin thường rất cao, to và cực kỳ khỏe.
Kể từ khi Harry đến Hogwarts:
- Năm thứ 1: Đội Ravenclaw vô địch (do Harry không tham dự trận chung kết nên đội Gryffindor không có tầm thủ).
- Năm thứ 2: Không có đội vô địch (giải đấu bị bãi bỏ vì lý do không an toàn và vì gặp rắc rối với việc Phòng chứa Bí mật đã bị mở ra bởi người kế vị Slytherin, Tom Riddle).
- Năm thứ 3: Đội Gryffindor vô địch.
- Năm thứ 4: Không tổ chức (vì Hogwarts đăng cai cuộc thi đấu Tam Pháp Thuật).
- Năm thứ 5: Đội Gryffindor vô địch. Đây là năm Harry không tham dự vì bị giáo sư Dolores Umbridge cấm túc. Đây là năm Ginny Weasley và Ron giữ vai trò tầm thủ và thủ quân.
- Năm thứ 6: Đội Gryffindor vô địch.
- Năm thứ 7: Không được đề cập.